# Wanderschaft

La Wanderschaft (plus ou moins partir le nez au vent, sans but précis) était une pérégrination professionnelle très fréquente en Allemagne, et regroupait tous les ouvriers manuels errant à travers le pays. Elle correspond au circuit de Compagnonnage français.
Dans la Prusse des années 1860, elle était encore une méthode habituelle pour permettre les conditions de passage l’examen du maître (Meisterprüfung). Pour ce périple, on délivrait à l’ouvrier un passeport de vadrouille (Wanderpass), qu’il devait faire tamponner par la police dans chaque ville, après y avoir travaillé. Il lui fallait également mentionner dans ce passeport le but du voyage suivant et la durée envisagée. La Wanderschaft était donc une période pour acquérir de l’expérience et pratiquer les connaissances acquises. Tous les patrons ne reconnaissaient pas la Wanderschaft et ses membres, dont beaucoup se retrouvaient à errer sans le sou, quasiment dans la misère. La plupart n’arrivaient à ne réellement travailler que très peu, et ne pouvaient donc pas valider des acquis.